# Musikjahr 1496
Liste der Musikjahre

1495 | Musikjahr 1496 | 1497 | 1498 | 1499 | 1500 | ► | ►►

Weitere Ereignisse
Dieser Artikel behandelt das Musikjahr 1496.

## Ereignisse

### Heiliges Römisches Reich

#### Hofkapelle von König Maximilian I.
- Der Komponist Heinrich Isaac wird von König Maximilian I. angeworben.

#### Burgundische Niederlande
- Der Sänger Jean Bracconier schließt sich der Hofkapelle Philipps des Schönen an.
- Govard Nepotis ist von November 1492 bis April 1496 Organist der königlichen Kapelle Philipps des Schönen in Mechelen.[1]

#### Herzogtum Brabant
- Petrus Alamire tritt erstmals als Notenkopist in den Büchern der Bruderschaft Unserer lieben Frau in ’s-Hertogenbosch auf. Zum einen wird er als neues Mitglied geführt und zum anderen wird er für Erstellung von Notenkopien bezahlt – eines Buches mit Messvertonungen und eines mit Motetten.[2]

#### Kurpfalz
- Der deutsche Humanist, Theologe, Übersetzer, Komponist und Musiktheoretiker Otmar Nachtgall studiert zwischen 1494 und 1496 in Heidelberg und schließt das Studium im Juli mit dem Baccalaureat ab.[3]

#### Reichsstadt Köln
- Der deutsche Musiktheoretiker Melchior Schanppecher studiert zwischen 1496 und 1497 in Köln.[4]

#### Reichsstadt Nürnberg
- Der Organist Johann Weinmann ist von 1496 bis 1498 Organist an der Heilig-Geist-Kirche in Nürnberg.[5]

### Italienische Staaten

#### Faenza
- Pietro da Firenze begründet eine Kapelle an der Kathedrale San Pietro Apostolo in Faenza.[6]

#### Kirchenstaat
- Der Organist und Orgelbauer Isaac Argyropoulos hält sich in Rom auf.[7]

#### Markgrafentum Mantua
- Giovanni Testagrossa wird 1495 oder 1496 Lautenlehrer Isabella d’Estes in Mantua.[8]

### Königreich England
- Die englischen Komponisten Robert Fayrfax und William Cornysh werden Mitglieder der königlichen Kapelle.
- Der englische Komponist Robert Wilkinson wird Schreiber am Eton College.[9]

### Königreich Frankreich
- Der französische Drucker Michel de Toulouse lebt mindestens seit 1496 in Paris.[10]

### Königreich Kastilien
- Die spanische Komponist Gonzalo de Baena, steht vermutlich zwischen 1496 und 1500 gemeinsam mit seinen beiden Brüdern Diego und Francisco in Diensten Isabellas I.[11]

## Kompositionen und Schriften
- Franchinus Gaffurius: Practica musicae,[12] Mailand OCLC 882404320
- Juan del Encina: Cancionero,[13] Salamanca OCLC 1020500317
- Michael Keinspeck: Lilium musicae planae,[14] Basel OCLC 699662653
- Faber Stapulensis: Elementa musicalia[15]
- Antiphonar, Würzburg zwischen 1496 und 1498 gedruckt vom Würzburger Drucker Georg Reyser.[16]
- Breviarium upsalense,[17] Stockholm
- Breviarium strengense,[17] Stockholm
- Missale, gedruckt von Stephan Plannck in Rom.
- Missale, gedruckt und veröffentlicht von Alessandro Torresani in Venedig.
- Psalter, gedruckt von Antonio Zaretta in Mailand.

## Instrumentenbau
- Der Orgelbauer Bartolomeo Antegnati errichtet zwischen 1496 und 1498 die Orgel der Kirche Santa Maria Maggiore in Bergamo.[18]
- Papst Alexander VI. gibt eine Orgel für die Basilika Alt St. Peter in Auftrag.
- Der Musikinstrumentenbauer Lorenzo da Pavia fertigt ein Virginal für Isabella d’Este in Mantua.[19]

## Geboren

### Genaues Geburtsdatum unbekannt
- Adrian Thibault, Komponist († 1546)
- Johann Walter, Kantor und Komponist († 1570)

### Geboren um 1496
- Angelo Beolco, italienischer Dichter und Sänger († 1541)
- Heitor Lobo, portugiesischer Orgelbauer († nach 1571)[20]
- Johannes Zwick, Kirchenlieddichter († 1542)

## Gestorben

### Todesdatum gesichert
- 18. März: Florentius de Faxolis, italienischer Musiktheoretiker (* unbekannt)[21]

### Genaues Todesdatum unbekannt
- Johannes Regis, frankoflämischer Komponist (* um 1425)